# А в Росії знову окаянні дні
«А в Росії знову окаянні дні» («А в России опять окаянные дни») — радянський двосерійний художній фільм 1990 року, знятий режисером Володимиром Васильковим.

## Сюжет
Віктор Бурдін вимагає від КДБ повної ясності: коли і за яких обставин загинув його батько, нині реабілітований. Фільм вводить в атмосферу сталінського табору 1948 року, знайомить з колоритними постатями ув'язнених, від невинно-політичних до запеклих кримінальників, ким і виявляється, по суті, дід Віктора, — колишній начальник табору та батько його матері, що мала сміливість кохати політв'язня.

## У ролях
- Тетяна Іпатова — Саша
- Євген Бєлоногов — Вадим Воїнов
- Михайло Іванов — Юхим Іванович Бурдін, в старості
- Михайло Боровков — Юхим Бурдін
- Галина Доля — Роза Лібе
- Геннадій Венгеров — Бабаханов
- Надія Євдокимова — Віра, дружина Дмитра
- Сергій Чернов — Дмитро Струйський
- Сергій Друзьяк — Віктор Бурдін
- Микола Волошин — Михайло Георгійович
- Зігфрід Рудусан — Фелікс Феліксович Лібе, начальник табору
- Іван Морозов — Кукушкін («Леонардо»)
- Леонід Трушко — роль другого плану
- Іруте Венгаліте — шведська комуністка, ув'язнена, дочка мільйонера
- Віктор Євграфов — роль другого плану
- Сергій Маленов — роль другого плану
- Віктор Саракваша — роль другого плану
- Сергій Бєлякович — роль другого плану
- Ольга Прокоф'єва — Ритуля, одеситка-ув'язнена
- А. Лук'янов — роль другого плану
- Юрій Митрофанов — начальник трійки ВЗГ
- В. Краско — роль другого плану
- Михайло Левкоєв — єврей-в'язень
- Володимир Д'ячков — член трійки ВЗГ
- В. Мурзинков — роль другого плану
- Володимир Рубльов — роль другого плану
- С. Щеглов — роль другого плану
- Олексій Аблєпіхін — «Пончик»
- Анатолій Мамбетов — «Черкес»
- Тетяна Кузнецова — епізод
- Олег Шапко — політв'язень
- Олександр Сажин — епізод
- Т. Австрієвська — епізод
- А. Брун-Цеховий — епізод
- К. Солянов — епізод
- В. Шевцов — епізод
- А. Громов — епізод
- Олег Гусейнов — епізод
- Аскер Налоєв — епізод
- Володимир Ширяєв — епізод
- Віктор Гончаров — епізод

## Знімальна група
- Режисер — Володимир Васильков
- Сценаристи — Едуард Володарський, Олександр Мітта
- Оператор — Ігор Мельников
- Композитор — Микола Соколов
- Художник — Саїд Меняльников
- Продюсер — Віктор Голювінов